# INK4
INK4（inhibitors of CDK4）は、サイクリン依存性キナーゼ阻害因子（CKI）のファミリーである。このファミリーのメンバー（p16INK4a、p15INK4b、p18INK4c、p19INK4d）は、CDK4とCDK6の阻害因子である。CKIの他のファミリーにはCIP/KIPがあり、これらはすべてのCDKを阻害する能力を持つ。INK4タンパク質の強制発現はCIP/KIPタンパク質の再分布を促進し、サイクリンE-CDK2の活性を遮断することで、細胞周期のG1期での停止をもたらす。細胞周期が進行している細胞では、細胞がG1期を進行するとともにCDK4/6とCDK2の間でCIP/KIPタンパク質の再配置が行われる。INK4タンパク質のCDK4/6阻害機能は、細胞周期がG1期の制限点を越えて進行することを防ぐ。さらに、INK4タンパク質は細胞老化、アポトーシス、DNA修復にも関与している。
INK4タンパク質はがん抑制因子であり、機能喪失変異は発がんをもたらす。
INK4タンパク質は構造と機能の点で互いに高度に類似しており、アミノ酸配列は最大で85%の類似性がみられる。そしていずれも複数のアンキリンリピートを持つ。

## 遺伝子

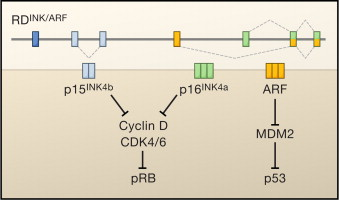
INK4a/ARF/INK4b遺伝子座

INK4a/ARF/INK4b遺伝子座は、3つのタンパク質（p15INK4b、ARF、p16INK4a）をコードする、ヒトゲノム上の35 kbの領域である。p15INK4bは、p16INK4a、ARFとは物理的に離れた異なるリーディングフレームを持つ。一方、p16INK4aとARFは最初のエクソンは異なるが、2番目と3番目のエクソンは共通である。しかしながら、両者のタンパク質は異なるリーディングフレームにコードされているため、p16INK4aとARFはアイソフォームではなく、アミノ酸配列の相同性もまったくみられない。

## 進化
Xiphophorusにおいて、p15INK4b/p16INK4aのホモログの多型はメラノーマに対する感受性と共分離することが発見されており、INK4タンパク質は3億5000万年以上前からがんの抑制に関与していることが示唆されている。このINK4に基づくシステムは、その後のARFに基づく抗がん応答の進化によってさらに強化された。

## 機能

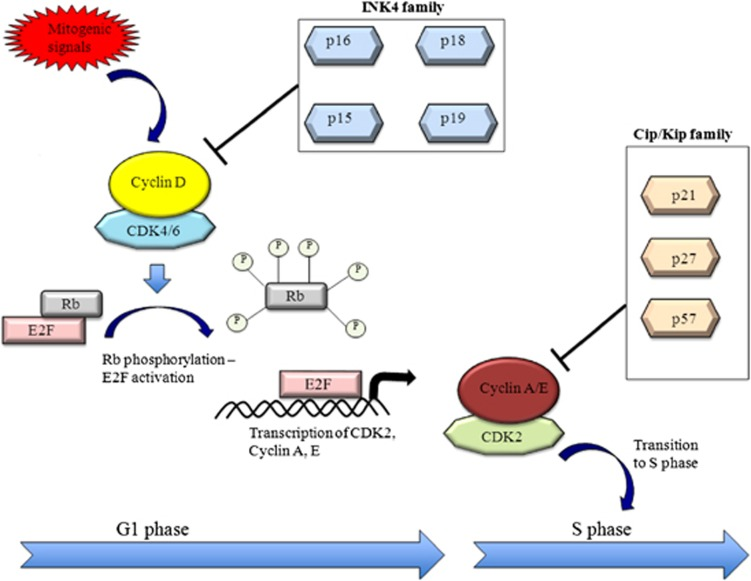
サイクリン/CDK経路におけるINK4

INK4は細胞周期の進行の阻害因子である。これらがCDK4やCDK6に結合すると、アロステリック効果によってCDK-サイクリン複合体よりもCDK-INK4複合体を形成するようになる。その結果、下流のRbタンパク質のリン酸化が阻害される。このように、p15INK4bまたはp16INK4aの発現はRbファミリータンパク質を低リン酸化状態に維持する。低リン酸化状態のRbはS期遺伝子の転写を抑制し、細胞周期をG1期で停止させる。

## メンバー

### p16INK4a
p16INK4aは4つのアンキリンリピート（AR）から構成され、2番目のARの最初の4残基からなるヘリックスを除いてヘリックスターンヘリックス構造をとる。p16INK4aの調節にはエピジェネティックな制御と複数の転写因子が関与している。PRC1、PRC2、YY1、ID1はp16INK4aの発現の抑制に関与し、CTCF、Sp1、ETSはp16INK4aの転写を活性化する。ノックアウト実験では、p16INK4aのみを欠くマウスは散発性がんを発症しやすいことが示されている。p16INK4aとARFの双方を欠くマウスは、p16INK4aのみを欠くマウスよりもさらに発症しやすくなる。

### p15INK4b
p15INK4bも4つのARから構成される。p15INK4bの発現はTGF-βによって誘導され、TGF-βを介した成長阻害の下流のエフェクターである可能性が示唆されている。

### p18INK4c
p18INK4cはTCRを介したT細胞の増殖の調節に重要な役割を果たすことが示されている。T細胞でのp18INK4cの喪失は、T細胞の効率的な増殖に対するCD28の共刺激の要求性を低下させる。他のINK4ファミリーのメンバーは、この過程には影響を与えない。さらに、p18INK4cは活性化されたT細胞ではCDK4ではなくCDK6の活性を選択的に阻害し、p18INK4cが休止T細胞の阻害閾値を設定している可能性が示唆されている。

## 臨床的意義

### がんにおける役割
発がん性変異を有する細胞は多くの場合、INK4がん抑制タンパク質をコードするINK4a/ARF/INK4b遺伝子座を活性化することで応答する。INK4a/ARF/INK4b遺伝子座の特異なゲノム配置は、Rbとp53（ARFによって調節される）の3つの重要な調節因子が1つの小さな欠失に対して脆弱であることとなり、我々の抗がん防御の弱点となる。このことからは、2つの相反する結論が導き出される。1つは、重複するINK4a/ARF/INK4bに対して選択圧が働いていないため腫瘍形成は進化上の選択圧になっていないということ、そしてもう1つは、腫瘍形成が非常に強い選択圧になっているため、がんを防ぐためにINK4a/ARF/INK4b遺伝子座で遺伝子群全体が選択されているということである。INK4a/ARF/INK4b遺伝子座の応答は、長齢の哺乳類に常に生じている発がん性変異によるがんの発生を効果的に防いでいる。
INK4a/ARF/INK4b遺伝子座が過剰発現している場合には、マウスは散発性がんの発生数が1/3に減少する。このことはマウスのINK4a/ARF/INK4b遺伝子座ががん抑制に関与していることのさらなる証拠となっている。

### 老化における役割
INK4ファミリーは、老化過程への関与が示唆されている。p16INK4aの発現は、齧歯類やヒトの多くの組織で加齢とともに増加する。またINK4a/ARF欠損動物では、加齢の特徴である、CD3やCD28に対するT細胞の応答性の低下が緩和されることが示されている。さらに、Bmi1欠損動物の神経幹細胞ではINK4a/ARFの発現が増加し、再生能力が低下することが示されている。しかし、この表現型はp16INK4aの欠損によってレスキューされる。このことは、p16INK4aを年齢ではなく生理学的な加齢のバイオマーカーとして利用できる可能性を示唆しており、またp16INK4aが老化のエフェクターでもあることも示唆している。その老化促進のメカニズムは、リンパ系器官、骨髄、脳など異なるさまざまな組織での自己複製能力の制限である。

## INK4の発現の調節
当初、INK4ファミリーのメンバーはそれぞれ構造的に重複しており、同等の作用を持つと考えられていた。しかしその後、INK4ファミリーのメンバーはマウスの発生過程で異なる発現をしていることが判明した。発現パターンの多様性は、INK4遺伝子ファミリーが細胞系譜特異的あるいは組織特異的な機能を持っている可能性を示している。INK4a/ARFの発現は腫瘍形成の初期段階で増加する証拠が得られているが、がんに関連したどのような刺激がこの遺伝子座の発現を誘導しているのか、正確には不明である。正常な齧歯類の多くの組織では、p15INK4bの発現はp16INK4aの発現と相関していない。しかし、RASの活性化など、INK4/ARFの発現を誘導するいくつかのシグナルに応答して、p15INK4bの発現が誘導されたり抑制されたりすることが知られている。RASの活性化は、ERKを介したETS1/2の活性化によるINK4/ARFの発現上昇によって、p16INK4aを誘導している可能性がある。INK4a/ARF/INK4bのリプレッサーもいくつか同定されている。Tボックスタンパク質やポリコーム群タンパク質は、p16INK4a、p15INK4b、ARFの発現を抑制することが示されている。